# World-Information.Org
World-Information.Org ist eine Non-Profit-Organisation, die kritische Öffentlichkeit in den Bereichen Kunst, Wissenschaft und Technologie schafft. Zu diesem Zweck organisiert sie Ausstellungen und Konferenzen und gibt eine Publikationsreihe heraus, in denen die Auswirkungen digitaler Netzwerktechnologien auf gesellschaftliche und kulturelle Dynamiken erörtert werden. Der spezifische Blickwinkel liegt jeweils auf den Möglichkeiten einer emanzipatorischen Medienpraxis. World-Information.Org trägt damit nach eigener Darstellung zur demokratischen Entwicklung von Gesellschaft, Politik und Kultur bei.

## World-Information Institute

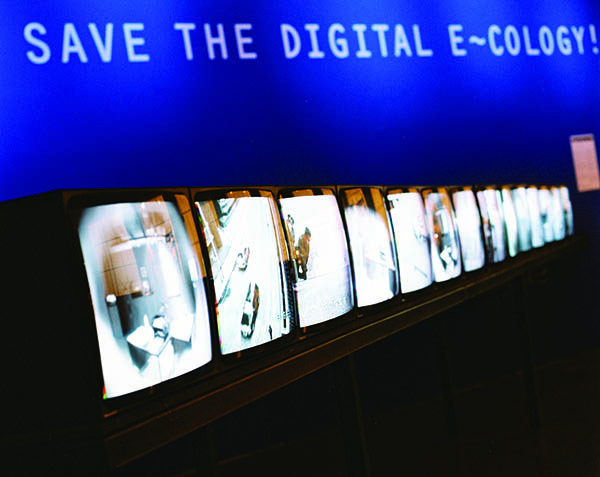
Save the Digital Ecology/ Wien 2000

Das World-Information Institute (WII) ist integraler Bestandteil von World-Information.Org mit Sitz in Wien und dient als permanente Forschungseinrichtung. In zahlreichen Ausstellungen, Konferenzen und international besetzten Podiumsdiskussionen werden grundsätzliche Fragen der Informationsgesellschaften erörtert und ein kritisches Bewusstsein gegenüber den kulturellen und gesellschaftlichen Auswirkungen digitaler Kulturtechnologien vermittelt.
Aufgrund der so gewonnenen Expertise wird das World-Information Institute auch dazu eingeladen, internationale Vorträge zu halten. Das Institut ist außerdem Herausgeber mehrerer Buchpublikationen.
Das Institut arbeitet mit einem Netzwerk internationaler Medieninitiativen zusammen (unter anderem Critical Art Ensemble, RTMark, The Yes Men, De Balie, Kuda.org, De Waag, Adbusters Media Foundation, Institute for Applied Autonomy, Sarai (Media Lab), V2 Institute for the Unstable Media und nettime).

## Idee und Struktur

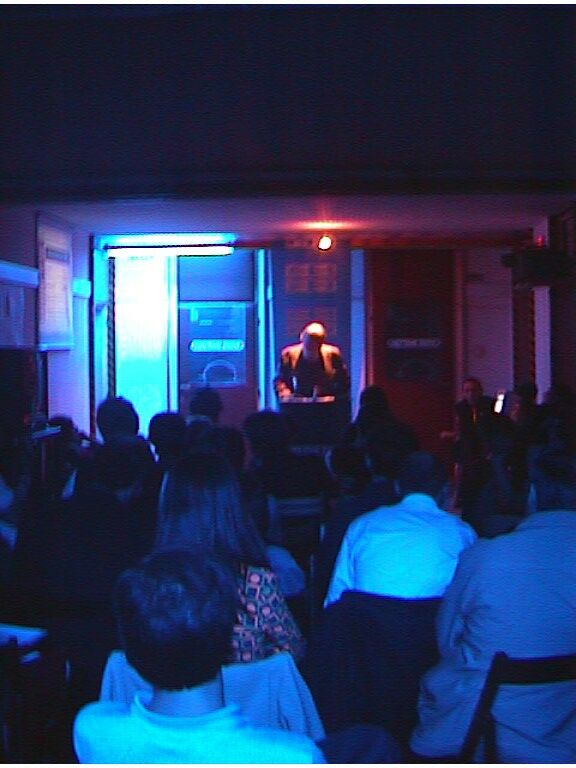
Netbase, media~space

World-Information.Org stellt aus verschiedenen Blickwinkeln Fragen zu Informationsproduktion, -manipulation, -distribution und -kontrolle ebenso wie zu den kulturellen, gesellschaftlichen, wirtschaftlichen und technologischen Grundlagen einer globalisierten Informationsgesellschaft. Bereiche wie Geistiges Eigentum, eine Politik der Commons, Wissensorganisation und Suchtechnologien sowie die Thematisierung von neuen Überwachungstechnologien gehören ebenso zur Arbeit von World-Information.Org wie die Beschäftigung mit Stadtentwicklung und den Auswirkungen neuer Technologien auf moderne Kunst. World-Information.Org ist gerade durch die Vielfalt von Themen gekennzeichnet, die von Wissenschaftlern, Künstlern und Intellektuellen aus unterschiedlichen Ländern und Fachbereichen in die Diskussionen, Ausstellungen und Publikationen eingebracht werden.
Besonders prominente Kooperationen gab es bereits mit Saskia Sassen, Bruno Latour, Chantal Mouffe, Lawrence Lessig und Arundhati Roy.
World-Information.Org ist eine Initiative des 1994 gegründeten Instituts für neue Kulturtechnologien / t0, das vor allem durch die Netzkulturinstitution Public Netbase (1994–2006) internationale Bekanntheit erlangte und seit 2002 in Österreich die Online-Politikorientierungshilfe wahlkabine.at betreibt. Direktor ist Konrad Becker, Vorstandsmitglieder sind unter anderem Felix Stalder und Francisco de Sousa Webber.
Die Finanzierung erfolgt jeweils projektbezogen durch Förderprogramme verschiedenster Institutionen: durch die EU (z. B. EU-India Economic Cross Cultural Programme), durch die UNO (z. B. Österreichische UNESCO-Kommission), durch Ministerien in Österreich und international (z. B. BMUKK, BMEIA), durch Städte und Regionen (Stadt Wien, Region Île-de-France), Kulturinstitute (z. B. Goethe-Institut Max Mueller Bhavan; Forum Culturel Autrichien Paris), staatlich oder privat eingerichtete Stiftungen (z. B. Europäische Kulturstiftung, Fondation Daniel Langlois, Mondriaan Stichting), sowie durch die Partnerorganisationen (z. B. Technisches Museum Wien, National Museum of American History – Smithsonian Institute) und Sponsoren (z. B. xs4all).

## Future Non Stop
Future Non Stop ist ein auf semantischen Such- und Indexierungstechnologien basierendes Online-Archivs. Hier sind in Form von Text-, Video- und Bildmaterial die Projekte von World-Information.Org öffentlich zugänglich. Das Archiv umfasst darüber hinaus auch die früheren Aktivitäten des Instituts für neue Kulturtechnologien, die bis ins Jahr 1994 zurückreichen. Es sind damit Dokumente zu Neue Medien, Politik und Kunst aus fast zwanzig Jahren zugänglich.

## Geschichte

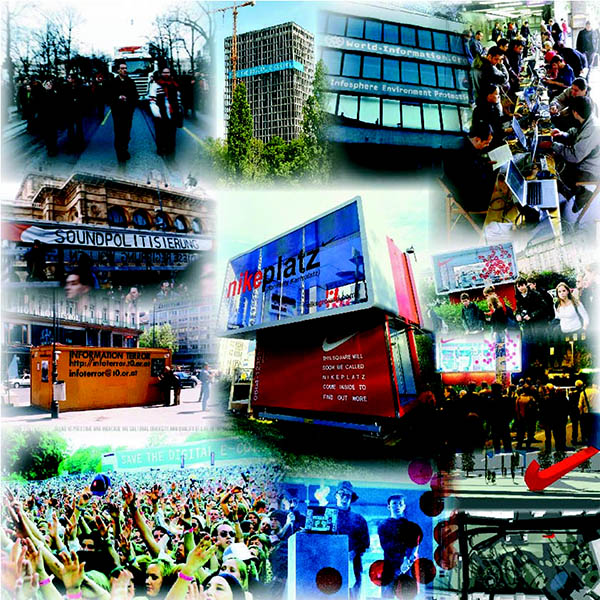
Free Re:Public Soundpolitisierung/Wien 2002, World-Information/Belgrad 2003, World-Information/ Brüssel 2000, Free Bitflows / Wien 2004, Information Terror / Wien 1996, Nikeplatz/ Wien 2003, Save the Digital Ecology/Norwegen 2001

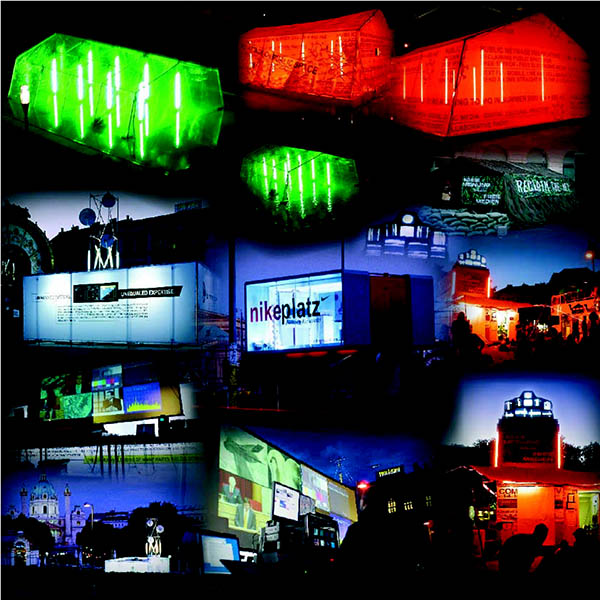
Public Netbase Basecamp I/II/III 2001-2002, System-77 Civil Counter-Reconnaissance/ Wien 2004, Nikeplatz/ Wien 2003, Free Media Camp/ Wien 2003

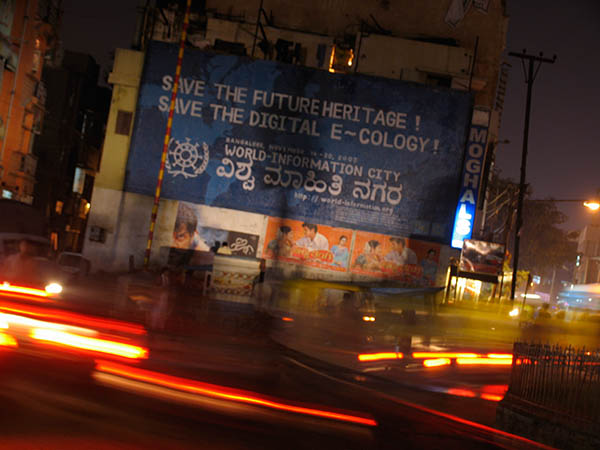
World-Information City/ Bangalore 2005

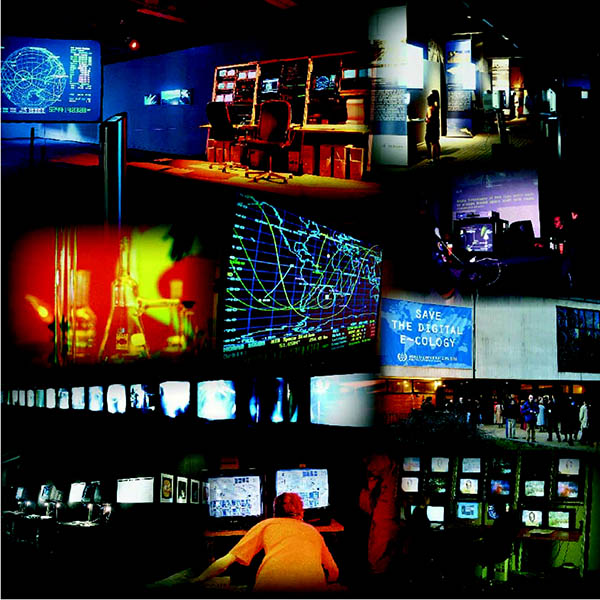
World-Information Exhibition Brüssel/Belgrad/Wien/Amsterdam 2000-2003

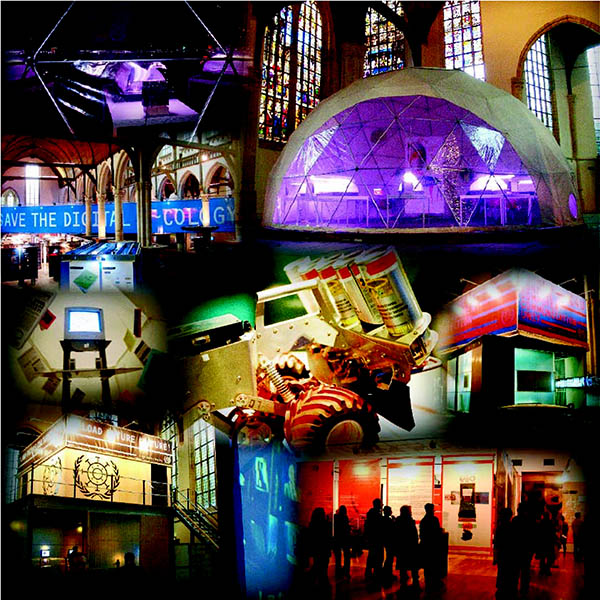
World-Information Exhibition Brüssel/Belgrad/Wien/Amsterdam 2000-2003

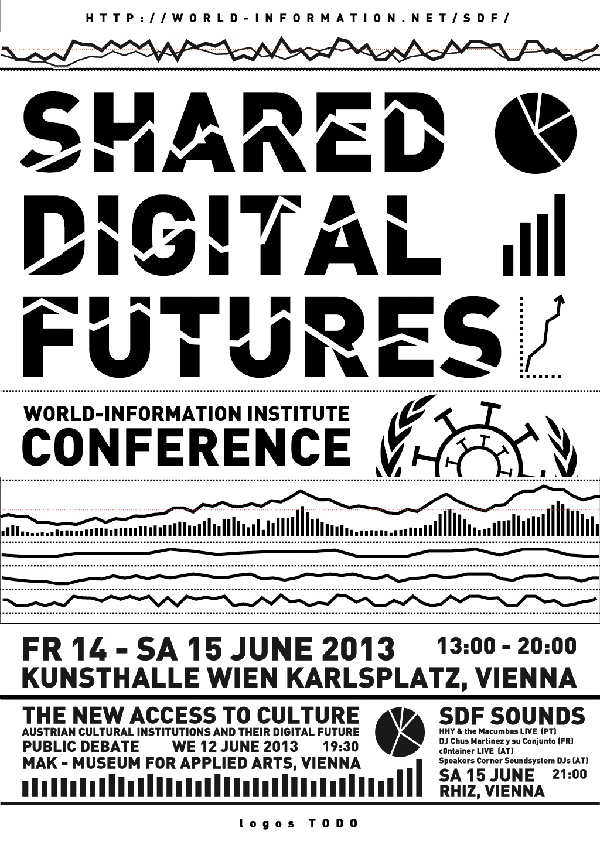
Konferenz'Shared Digital Futures'

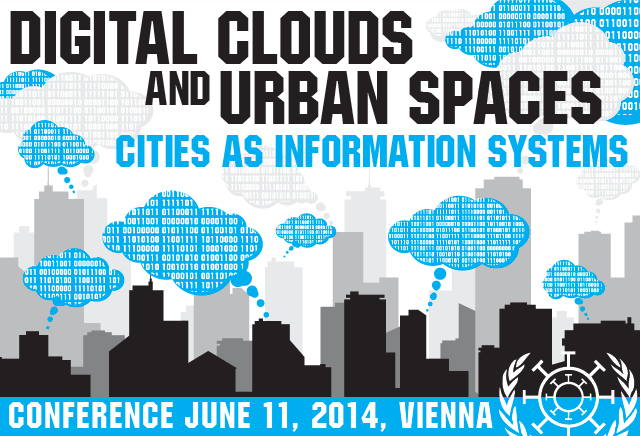
Konferenz'Digital Clouds and Urban Spaces'

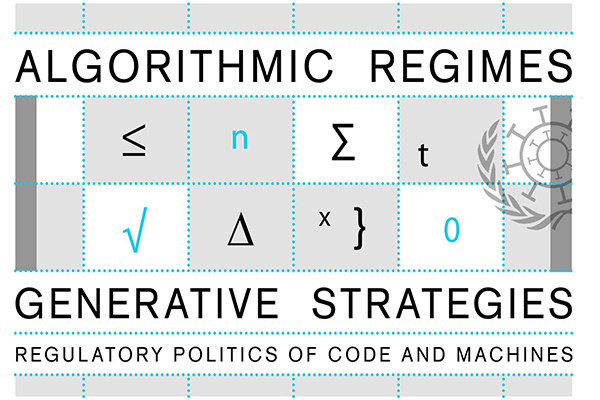
Konferenz/Projekt 'Algorithmic Regimes'

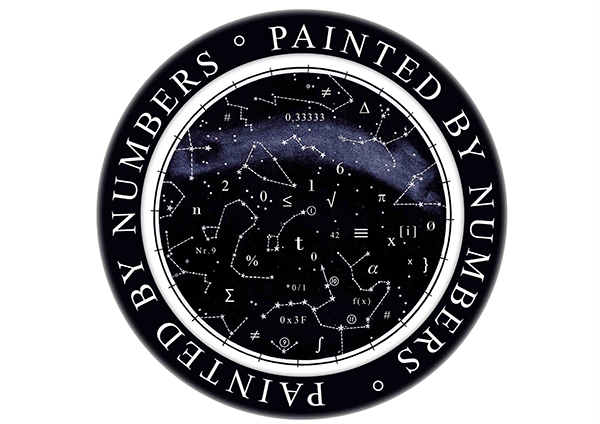
Projept 'Painted by Numbers'

Seit 2000 veranstaltet World-Information.Org Ausstellungen, Konferenzen, Workshops und Kunstprojekte.

### WIO – Brüssel 2000
World-Information.Org war im Rahmen der Europäischen Kulturhauptstadt Brüssel 2000 das Leitprojekt im Bereich Medien, das gesellschaftliche, kulturelle und politische Dimensionen der neuen Informations- und Kommunikationstechnologien diskutierte.
Die Ausstellung (30. Juni–30. Juli 2000, Centre Brussels 2000) präsentierte Objekte und aktuelle Rechercheergebnisse zu verschiedenen Themen wie zum Beispiel der Geschichte moderner Kommunikationstechnologien, den „big players“ der IT-Branche, Finanznetzwerken oder Menschenrechten. Alle Ressourcen stehen auf der world-information.org-Seite zur Verfügung.
Ergänzend fand die Konferenz „World-InfoCon“ (13./14. Juli 2000) statt, bei der Philippe Quéau, Saskia Sassen (University of Chicago, London School of Economics), Philip Hammond, Duncan Campbell (Journalist, IPTV Ltd.), Simon Gordon Davies (Direktor Privacy International; Computer Security Research Centre, London School of Economics), Eric Kluitenberg (Koordinator New Media Programme, De Balie) und Steve Kurtz (Critical Art Ensemble) sprachen.

### WIO – Wien 2000
Die Ausstellung „World-Information.Org“ wurde noch im gleichen Jahr im Technischen Museum Wien gezeigt (24. November–24. Dezember 2000) und durch ein Programm von geführten „Dialogue Tours“ mit Medientheoretikern, Verlegern, Journalisten und Künstlern ergänzt. Bei der Konferenz „World-Information Forum“ (24. November 2000) sprachen unter anderem Hito Steyerl, Ben Bagdikian (University of California) und Steve Wright (OMEGA-Foundation).

### WIO – Amsterdam 2002
Die „World-Information.Org“-Ausstellung wurde 2002 in der Oude Kerk in Amsterdam gezeigt (15. November–15. Dezember 2002) und durch ein intensives Workshop Programm ergänzt. Bei der Konferenz „World-InfoCon“ (6./7. Dezember 2002, De Balie Centre for Culture and Politics) sprachen unter anderem Brian Holmes und Volker Grassmuck.

### WIO – Novi Sad/ Belgrad 2003
„World-Information.Org“ wurde in Serbien an zwei Schauplätzen gezeigt: zuerst in Novi Sad (22. März–5. April, Museum der Vojvodina) und weiters in Belgrad (19. April–5. Mai 2003, Museum für Moderne Kunst). In der assoziierten „World-Information Lounge“ fanden Kunstprojekte, Buchpräsentationen oder Diskussionen statt. Sprecher der Konferenz „World-Information Forum“ (20. April 2003) waren unter anderem Marko Peljhan, Petar Milat, Sjoera Nas und Gordan Paunovic.

### World-Information City / Towards a Culture of Open Networks – Bangalore 2005
Im Rahmen des transnationalen Projekts „Towards a Culture of Open Networks“ fand eine Zusammenarbeit mit den Organisationen Sarai-CSDS, Delhi, und Waag Society, Amsterdam, statt. Als Resultat dieser Kooperation entstand auch die Projektdokumentation „In The Shade of the Commons – Towards a Culture of Open Networks“. Lokale Partner in Bangalore waren Mahiti, das Alternative Law Forum und die Srishti School of Art, Design and Technology.
Die „World-Information City“-Ausstellung fand an verschiedenen Schauplätzen (15.–19. November 2005, z. B. Russell Market, Tasker Town) statt und wurde durch Workshops und Führungen ergänzt. Große Plakattafeln, Poster, Sticker und „mobile Displays“ wurden für eine Informationskampagne zum Thema Geistiges Eigentum in der ganzen Stadt verteilt.
Bei der Konferenz „World-Information City“ (17.–18. November 2005, Cubbon Park Auditorium, Bangalore) sprachen unter anderem Booker-Preisträgerin Arundhati Roy, Lawrence Liang, Solomon Benjamin, Shuddhabrata Sengupta und David Lyon.

### Deep Search (I) – Wien 2008
Die Konferenz „Deep Search“ befasste sich kritisch „mit den sozialen und politischen Dimensionen unserer Navigation durch die Tiefen des Wissens“. Mit Beiträgen von Paul Duguid (School of Information, University of California, Berkeley), Claire Lobet-Maris (Computer Science Institute University of Namur), Bernhard Rieder (Département Hypermédia, Université de Paris VIII – Vincennes Saint-Denis), Gon Zifroni & Tsila Hassine (Metahaven, Amsterdam and Brussels & media artist and web-programmer) u. a.

### World-Information City – Paris 2009
2009 wurde World-Information.Org eingeladen, im Rahmen des Festivals „Futur en Seine“ eine „World-Information City“-Konferenz zu organisieren (30.–31. Mai 2009, Maison des Métallos). Zu den Sprechern zählten Bruno Latour, Saskia Sassen, Stephen Graham, Carlo Ratti, John Urry und Eyal Weizman.

### Critical Strategies in Art and Media – New York 2009
Im September 2009 fand im Austrian Cultural Forum in New York „Critical Strategies in Art and Media“, eine Konferenz zur Zukunft von kultureller Freiheit und cultural intelligence in der digitalen Theorie und Praxis, statt. Teilnehmer waren unter anderem Ted Byfield (nettime), Steve Kurtz (Critical Art Ensemble), Amanda McDonald-Crowley (Eyebeam), Claire Pentecost (Continental Drift), Peter Lamborn Wilson (Temporary Autonomous Zone), Konrad Becker (World-Information Institute) und Jim Fleming (Autonomedia).

### Deep Search (II) – Wien 2010
2010 fand die Auseinandersetzung mit den Politiken des Suchens in der Konferenz „Deep Search II“ ihre Fortsetzung: „Die automatische Klassifizierung von Daten, ihre Indexierung und Auswertung stehen im Zentrum neuer Kommunikationsumgebungen. Dahinter steht nicht nur der Anspruch, die auf der Welt vorhandenen Informationen zu organisieren, sondern auch menschliche Beziehungen zu klassifizieren: vom Management des modernen Arbeitsplatzes oder der Konsumenten in Massengesellschaften hin zu dem biopolitischen Management der Netzwerkgesellschaft.“ Mit Beiträgen von u. a. Chad Wellmon (University of Virginia), Sebastian Giessmann (Humboldt-Universität zu Berlin), Matteo Pasquinelli (Queen Mary, University of London), Karl H. Müller (Wiener Institut für Sozialwissenschaftliche Dokumentation und Methodik).

### Shared Digital Futures – Wien 2013
Die Konferenz „Shared Digital Futures“ beschäftigte sich mit den Auswirkungen digitaler Netzwerktechnologien auf die Kulturproduktion und untersuchte etwa die neue Rolle des Kunstwerks als gleichzeitig Endprodukt und Rohmaterial für weitere Kulturproduktion, Modelle für eine nachhaltige Finanzierung der Commons und neue Formen kollektiver Autorschaft. Mit Beiträgen von u. a. Jamie King, Eric Kluitenberg, ZOE.LEELA, Inke Arns, Michel Bauwens und R. Trebor Scholz.

### Information als Wirklichkeit – Linz 2014
Die Konferenz und Ausstellung "Information als Wirklichkeit" – eine Kooperation mit dem Magazin Springerin und Ars Electronica im Kunstmuseum LENTOS in Linz – beschäftigten sich mit kritischen kulturelle Praxen in digitalen Netzen und der zunehmenden Veränderung der sozialen Wirklichkeit digitaler Modelle und virtueller Informationsregimes. Kulturschaffende haben in der Besiedlung digitalen Welten eine wichtige Vorreiterrolle gespielt. Welche Rolle können sie 20 Jahre nach der Verbreitung des Internets übernehmen? Mit u. a. Steve Kurtz, Mediengruppe Bitnik, Alesandro Ludovico, Marko Peljhan, Christian Höller.

### Digitale Wolken und Urbane Räume – Wien 2014
Die Konferenz "Digitale Wolken und Urbane Räume" im Architekturzentrum Wien beschäftigte sich mit Smart Cities und der Stadt als Informationssystem, wo Urbanität zunehmend von Netzwerken informationeller Technologien geformt wird. Mit Adam Greenfield (USA), Marleen Stikker (NL), Thomas Grüter (DE), Christoph Laimer (AT) u. a.

### Kritische Netzpraxis – Wien 2015
In einer Kooperation mit der Zeitschrift springerin erarbeitete das World-Information Institute einen kritischen Rückblick auf 20 Jahre Netzkultur, dem die Ausgabe XXI/1 (Winter 2015) der Zeitschrift gewidmet wurde. Die Ausgabe wurde im Jänner 2015 in der Veranstaltung „Kritische Netzpraxis: Information als Wirklichkeit?“ im Wiener MAK präsentiert. Mit Marina Gržinić (Ljubljana), Zoran Pantelić (Novi Sad), Konrad Becker (Wien) und Christian Höller (Wien).

### Algorithmische Regime – Wien 2015/2016
Die internationale Konferenz und Veranstaltungsserie "Algorithmische Regime" untersuchte den wachsenden Einfluss digitaler Steuerungssysteme und deren Kaskadeneffekte von Wirkungsmacht auf kulturelle und soziale Realitäten. Über die Konferenz hinaus fanden in der Reihe die Veranstaltung „Algorithms are no Angels“ mit Matthew Fuller und Graham Harwood, ein Videointerview mit Stefano Harney und ein audiovisueller Abend statt, der einen kommentierten Remix von Filmausschnitten und Dokumentationen präsentierte, die sich auf automatisierte Regelsysteme beziehen. Mit Peter Purgathofer (AT), Thomas Sturm (DE), Antoinette Rouvroy (BE), Btihaj Ajana (UK), Francesca Musiani (FR), Olga Goryunova (UK), Gerald Raunig (AT) u. a.

## Publikationen-Online
- World Information IP City Edition Geneva 12/2003 (PDF-Datei; 1,50 MB)
- World Information IP City Edition Tunis 11/2005 (PDF-Datei; 3,15 MB)
- Kapitel World-Information.Org aus dem Buch ‘’Public Netbase. Non Stop Future’’ (Revolver 2008), abgerufen am 30-08-2013
- Felix Stalder, Martin Wassermair, Konrad Becker: “Kulturelle Produktion und Mediennutzung im Alltag. Urheberrechtliche Problemfelder und politische Lösungsperspektiven”, Studie im Auftrag der Kammer für Arbeiter und Angestellte für Wien, Wien: AK 2013 (PDF; 104 kB)
- derstandard.at, 27. Juli 2009
- Konrad Becker: "Zwang und Verführung in der Kontrollgesellschaft - Selbstvermessung und Wunscherfüllung im digitalen Datenraum", in: Medienimpulse 4/2014 (abgerufen am 16-12-2016)
- "Nackt im Ausnahmezustand: Terror, Geheimdienste und Klassifizierungskampf", in: Berliner Gazette 2014 (abgerufen am 16-12-2016)
- wahlkabine.at – Pressespiegel (abgerufen am 30-09-2016)
- „Konrad Becker Interview“ Video von Berliner Gazette 2016 auf Vimeo (abgerufen am 16-12-2016)

## Publikationen-Print
- Clemens Apprich, Felix Stalder (Hrsg.): Vergessene Zukunft. Radikale Netzkulturen in Europa. Eine Publikation des World-Information-Institutes, Bielefeld: transcript 2012, ISBN 978-3-8376-1906-5
- Konrad Becker: Dictionary of Operations. Deep Politics & Cultural Intelligence. New York, Autonomedia 2012, ISBN 978-1-57027-261-5
- Konrad Becker (Red.): Die Politik der Infosphäre. World-Information.Org, Bonn: Bundeszentrale für politische Bildung 2002, ISBN 978-3-89331-464-5, sowie: Opladen: Leske + Budrich 2003, ISBN 3-8100-3866-0[19]
- Konrad Becker, Felix Stalder (Red.): Finger weg von unserem Netz! Netzpolitischer Konvent der Österreichischen Zivilgesellschaft, Wien, Linz: 2013, ISBN 978-3-200-03228-6[20]
- Kritische Netzpraxis. springerin. Hefte für Gegenwartskunst, XXI/1 (Winter 2015)[15]
- Konrad Becker, Felix Stalder (Hrsg.): Deep Search. Politik des Suchens jenseits von Google. Eine Publikation des World-Information-Institutes, Studienverlag & Transaction Publishers, 2009, ISBN 978-3-7065-4794-9
  - Fiktion und Wirkungsmacht. Eine Veröffentlichung des World-Information-Institutes, Wien: Löcker 2016, ISBN 978-3-85409-663-4
- Konrad Becker, Martin Wassermair (Hrsg.): Phantom Kulturstadt. Eine Veröffentlichung des World-Information-Institutes, Wien: Löcker 2009, ISBN 978-3-85409-506-4
  - Nach dem Ende der Politik. Eine Veröffentlichung des World-Information-Institutes, Wien: Löcker 2011, ISBN 978-3-85409-552-1
  - Kampfzonen in Kunst und Medien. Eine Veröffentlichung des World-Information-Institutes, Wien: Löcker 2008, ISBN 978-3-85409-483-8